# Baie de Dingle
 (novembre 2018).
Si vous disposez d'ouvrages ou d'articles de référence ou si vous connaissez des sites web de qualité traitant du thème abordé ici, merci de compléter l'article en donnant les références utiles à sa vérifiabilité et en les liant à la section « Notes et références ».

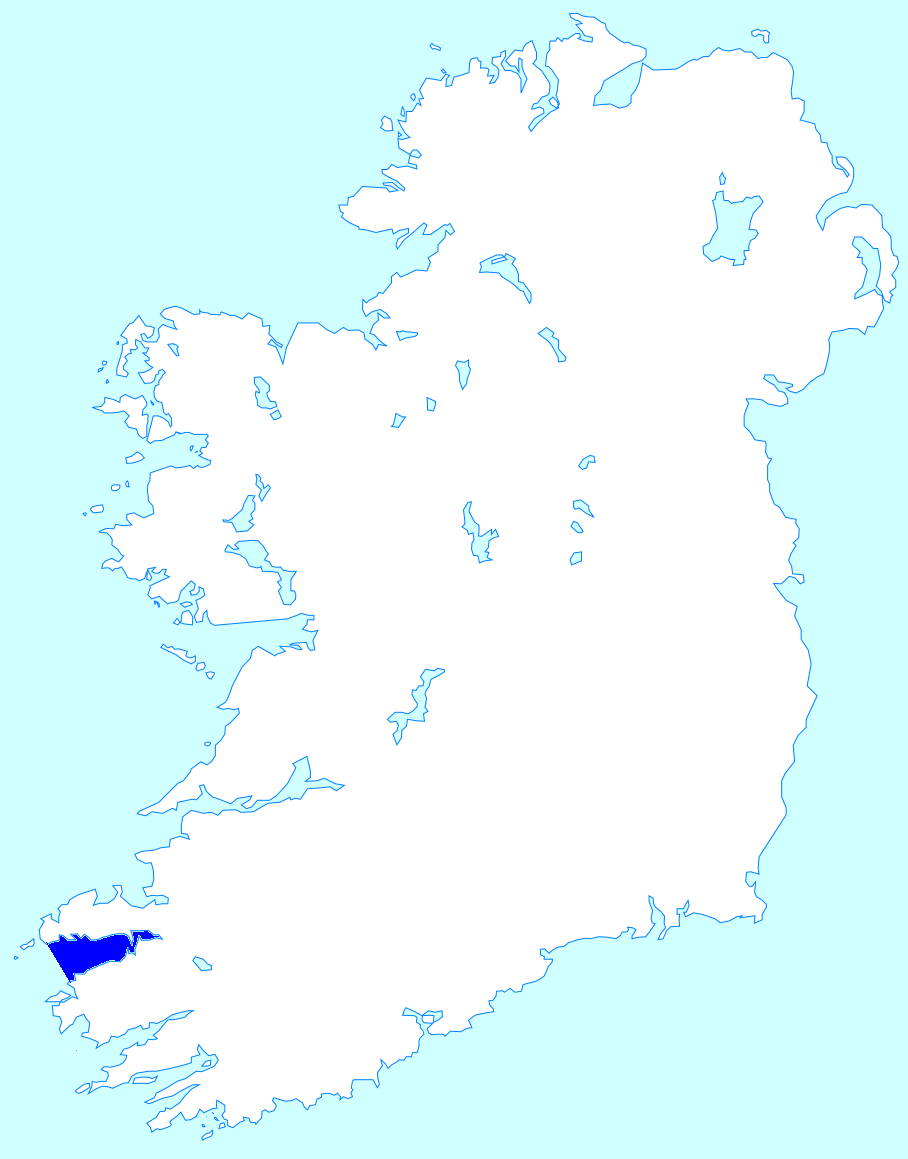
Localisation de la baie de Dingle.

La baie de Dingle (en irlandais : Bá an Daingin) est une baie située dans le comté de Kerry, dans le sud-ouest de l'Irlande.
La baie s'étend sur environ 40 kilomètres selon un axe nord-est - sud-ouest. Elle mesure 3 kilomètres dans le fond[Quoi ?] et 20 kilomètres à son ouverture sur l'océan Atlantique. Elle est bordée au nord par la péninsule de Dingle et au sud par la péninsule d'Iveragh.
La ville de Dingle et son port se situent sur la côte nord de la baie.